# Lamprogaster superna
Lamprogaster superna är en tvåvingeart som beskrevs av Walker 1862. Lamprogaster superna ingår i släktet Lamprogaster och familjen bredmunsflugor. Inga underarter finns listade i Catalogue of Life.